# 클로에 뒤푸르라푸앵트
클로에 뒤푸르라푸앵트(프랑스어: Chloé Dufour-Lapointe, 1991년 12월 2일~)는 캐나다의 전직 프리스타일 스키 선수로 주 종목은 모굴이다. 2014년 동계 올림픽에서 여자 모굴 은메달을 획득했다.

## 개인사
언니인 막심과 여동생인 쥐스틴 또한 모굴 선수이다.